# FOXO3
FOXO3 ou FOXO3a é uma proteína que em humanos é codificada pelo gene FOXO3.

## Função
FOXO3 pertence à subclasse O da família forkhead (cabeça do garfo) de fatores de transcrição que são caracterizados por um domínio distinto de ligação ao DNA da forkhead.

## Significado clínico
A desregulação da FOXO3a está envolvida na tumorigênese, for  por exemplo, a translocação desse gene com o gene MLL está associada à leucemia aguda secundária. Alternativamente, variantes transcritas processadas que codificam a mesma proteína foram observadas.